# Instituição de Chefia no Gana
A instituição de chefia no Gana é um sistema que estrutura e regulamenta a atividade dos chefes (monarcas) locais na sociedade e estado do Gana.

## Papel e legislação
Nos tempos pré-coloniais, a chefia constituía o eixo do exercício dos poderes executivo, legislativo e judicial. Desde a época colonial, a instituição tem estado ligada à política de Gana. Vários governos... os coloniais, civis ou militares tentaram, de uma forma ou de outra, influenciar o papel dos chefes nos assuntos políticos.
A legislação que sustenta a instituição de chefia no Gana atualmente é própria constituição de Gana (capítulo 270-277), além do Ato de Chefia de 2008.

## Categorias de Chefe
Os chefes são divididos pelo ato de chefia em 5 categorias (quanto a autoridade):
A) Chefe Supremo
B) Chefe de divisão/ala(Ou chefe)
C) Chefe de sub divisão (ou sub chefe)
D) Adikrofo
E) Outros chefes aprovados pela casa nacional de chefes
Popularmente e informalmente se divide chefes entre realeza e nobreza, utilizando da escala comparativa europeia de equivalência:

### Realeza
são monarcas propriamente ditos, que antes da colonização reinavam com soberania ou autonomia completa (a depender da primazia). Podemos dividir em:
Imperador: O lider de toda uma etnia, geralmente referido apenas como um rei, mas atuante como “rei dos reis”. Consiste em um Chefe Supremo (Paramount Chief) que tem uma primazia (atualmente apenas cerimonial) sobre todos os demais chefes de sua etnia . Um exemplo é o Império Axante dos acãs liderado pelo chefe de Cumasi. Outro exemplo é o Euefiaga chefe de todos os jejes baseado em Notsie, por sua vez localizado na República do Togo.
Rei: O chefe supremo lidera uma área tradicional, que pode ser desde um grupamento de cidades e vilas até um sub grupo étnico. É sempre o chefe (príncipe) da capital de uma área tradicional e por sua primazia é o presidente do conselho tradicional de sua área e esta presente quando um novo chefe e instalado.
Principe: O chefe de divisão é o chefe base do sistema. O que difere se ele vai ser um chefe supremo (rei ou imperador) vai ser o tamanho, relevância e antiguidade da comunidade (cidade,vila ou aldeia) que governa.
Sua função é semelhante a de um prefeito hereditario, uma vez que a unidade básica do poder executivo eletivo de Gana é o distrito.

### Nobreza
O que difere a nobreza da realeza tradicional é o “banquinho” (stool) em que esses último possuem, ou seja, um trono. Assim como os títulos de realeza são muito diversos e variam de etnia para etnia, mas ao comparar as categorias básicas com o padrão ocidental europeu temos:
Duque/marquês: chefe do desenvolvimento é um título honorifico cuja recepção se da mediante a cerimonia de instalação e seu protocolo é similar ao dos chefes reais, o que faz dele algo equivalente ao duque que por sua vez na nobilarquia ocidental é o que mais se aproxima do príncipe. são concedidos por cada chefe divisional (fons honorum) visando procurar patrocinadores para sua comunidade.
O chefe do desenvolvimento que é um título recente em Gana vem sendo criticado devido a confusão da imagem de seus portadores com reis somado a muitas vezes aqueles que o recebem não honrarem seu compromisso com o desenvolvimento.
Chefe de clã: Semelhante a nobreza escocesa o chefe de sub divisão são chefes de clãsdentro da comunidade tradicional, as vezes são parte de um conselho divisional.
Senhor (Lord): O adikrofo (título que pode variar de região para região) são os chefes a base do sistema, sem uma cidade ou clã para chefiar mas respeitado e a serviço de toda comunidade.

### Cavalheiros
Um fenomeno relativamente novo vem sendo constatado em Gana a exemplo de outros locais da Africa. Começaram a surgir ordens dinásticas ligadas aos chefes reais e suas linhagens. alguns exemplos:
Ordem Real do Leão de Godenu
Ordem Real do Elefante de Godenu
Ordem Real do Cão de Fogo Dourado
Esses por um lado tem sido uma alternativa para a banalização da categoria chefe do desenvolvimento, porém tem sofrido criticas de certos monarquistas conservadores no quediz respeito a tradição de cavalaria não pertencer a Africa, ainda que reis reinantes possam reformular e criar honraria a qualquer momento.

## Etnias
Acã 47,5%, Mole-Dagbon 16,6%, Ovelha 13,9%, Ga-Dangme 7,4%, Gurma 5,7%, Guan 3,7%, Gurunsis 2,5%, Mandês 1,1%, outros 1,4% 

## Chefes notáveis
Chefes Supremos:
Osei Tutu II
Togbe Afede XIV
Chefes divisional:
Nana Kwame Obeng II
Togbe Keh
Togbe Osei III
Togbe Wiah Kwasi II
Chefes do desenvolvimento:
Bob Geldof 